# Vitznau
Vitznau é uma comuna da Suíça, no Cantão Lucerna, com cerca de 1.279 habitantes. Estende-se por uma área de 11,77 km², de densidade populacional de 109 hab/km². Confina com as seguintes comunas: Arth (SZ), Ennetbürgen (NW), Gersau (SZ), Weggis.
A língua oficial nesta comuna é o Alemão.